# Diplomystes
Diplomystes là một chi cá da trơn trong họ Diplomystidae. Chúng là chi đặc hữu của Chile.

## Các loài
Hiện tại còn 3 loài được ghi nhận:
- Diplomystes camposensis Arratia, 1987
- Diplomystes chilensis (Molina, 1782)
- Diplomystes nahuelbutaensis Arratia, 1987